# Falciot pitblanc
El falciot pitblanc (Cypseloides lemosi) és una espècie d'ocell de la família dels apòdids (Apodidae).

## Hàbitat i distribució
Vola sobre zones rocoses i canyons, localment al sud-oest de Colòmbia, nord-est de l'Equador i nord-oest del Perú.